# Боргведель
Боргведель (нім. Borgwedel) — громада в Німеччині, розташована в землі Шлезвіг-Гольштейн. Входить до складу району Шлезвіг-Фленсбург. Складова частина об'єднання громад Гаддебі.
Площа — 9,96 км2. Населення становить 728 ос. (станом на 31 грудня 2020).